# 紫花油点草
紫花油点草（学名：Tricyrtis stolonifera）为天门冬科油点草属的植物。分布于台湾岛等地，生长于海拔1,600米的地区，目前尚未由人工引种栽培。